# 鷲別駅
鷲別駅（わしべつえき）は、北海道登別市鷲別町2丁目にある北海道旅客鉄道（JR北海道）室蘭本線の駅である。駅番号はH31。電報略号はワヘ。事務管理コードは▲130314。全ての普通列車のほか、特急「すずらん」が停車する。

## 歴史

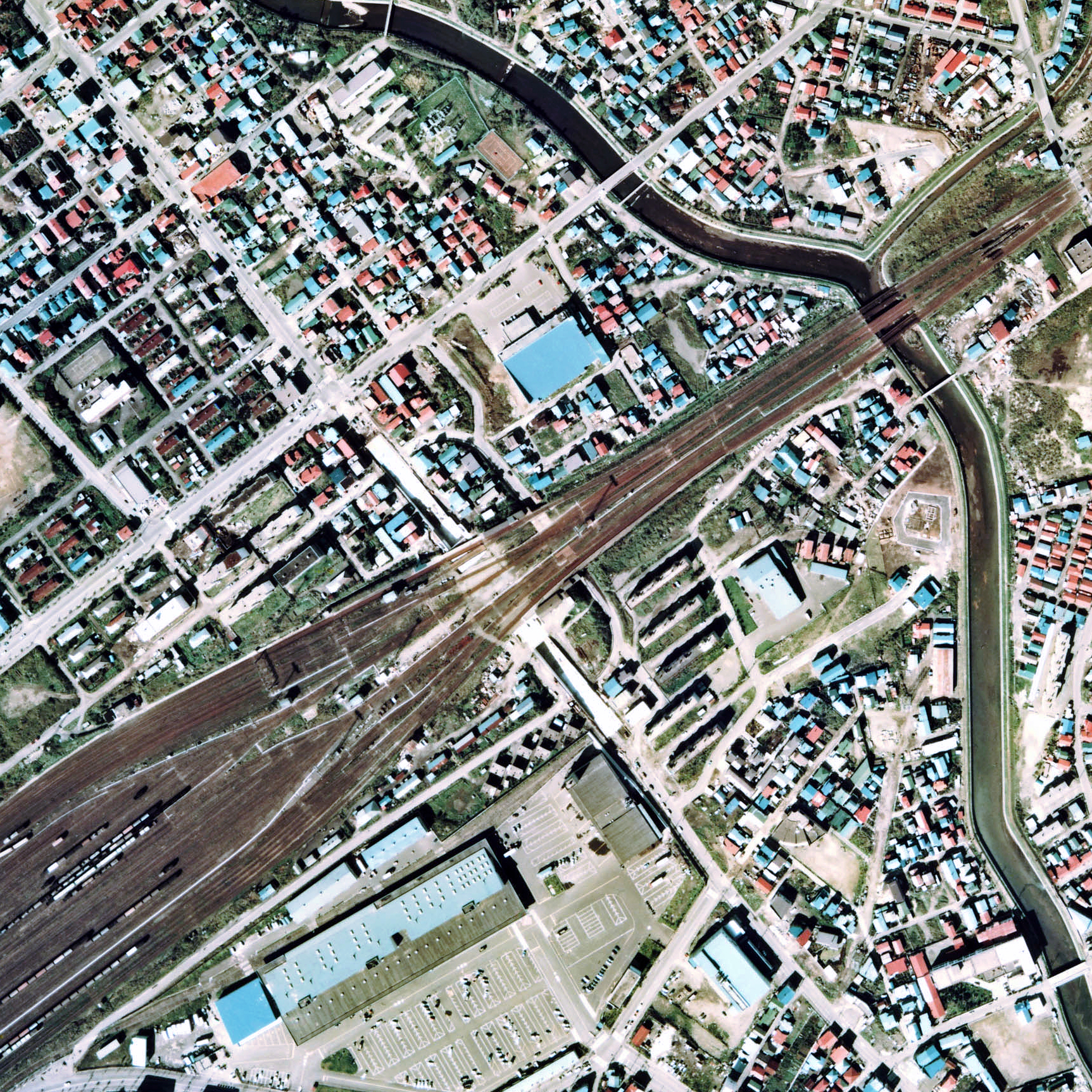
1976年（昭和51年）の鷲別駅と周囲約750 m範囲。左下に東室蘭操車場が広がり、当駅は操車場の北東側端部に位置している。右上には鷲別機関区の南西端が見える。現在とは異なり、本線上下線は操車場を挟んで分かれており、このためにホームも上下間が広く開き、千鳥状にずれた相対式ホームとなっている。駅舎本屋は上り側にある。

- 1901年（明治34年）12月1日：北海道炭礦鉄道の停留場（簡易駅）として開業[6]。
- 1903年（明治36年）4月21日：駅の位置を幌別寄りに約500 m移転し[7]、停車場（一般駅）となる[8]。
- 1906年（明治39年）10月1日：北海道炭礦鉄道の鉄道路線国有化により、官設鉄道に移管[3]。
- 1940年代前半：自由通路併設の旅客用地下道を設置（1995年閉鎖）[9][10]。
- 1944年（昭和19年）12月15日：貨物取扱い廃止[3]。
- 1946年（昭和21年）6月10日：貨物取扱い再開[3]。
- 1959年（昭和34年）11月15日：貨物取扱い廃止[3]。
- 1960年（昭和35年）2月：駅舎改築。
- 1980年（昭和55年）5月15日：荷物取扱い廃止[3]。
- 1984年（昭和59年）4月1日：業務委託駅となる。
- 1987年（昭和62年）4月1日：国鉄分割民営化により北海道旅客鉄道（JR北海道）に継承[3]。
- 1996年（平成8年）10月6日：上りホームを下りホーム近くに移動し、駅舎を上りホームから下りホームに移転[1][2]。ホームの長さは4両分の94m[1][2]。
- 2007年（平成19年）10月1日：ホームの長さが5両分となる。
- 2011年（平成23年）4月1日：JR北海道の業務委託駅の中で、唯一みどりの窓口のない駅となる。
- 2015年（平成27年）11月1日：窓口を閉鎖し、無人駅となる。当分の間、朝の通学時間帯のみ改札係員を配置[11]。

### 駅名の由来
所在地名より。鷲別川のアイヌ語名に由来するとされるが、語義については「チワㇱペッ（chiw-as-pet）」（波・立つ・川）や、「アシュㇱペッ（ash-us-pet）」（柴・群生する〔あるいは、多い〕・川）などの説が考えられている。

## 駅構造
相対式ホーム2面2線を有する地上駅であり、ホーム間の移動は跨線橋で行なう。かつては上りホームに駅舎があり、上下線に東室蘭操車場の一部を抱え込んでいたため離れており、上下ホーム間は構内地下道で結ばれていた。しかし、1996年（平成8年）に東室蘭操車場跡地へJR貨物の東室蘭駅を移転した際、旧上りホームおよび旧駅舎を廃止し、上りホームを下りホームの向かいに移転し、下りホームに面して駅舎を新設した。東室蘭駅が管理する無人駅で、簡易自動券売機（100kmまでの普通乗車券と特急券を発売）、ベンチ、運行情報を伝えるディスプレイ等が設置されている。
また、かつては苫小牧寄りに日本貨物鉄道（JR貨物）の鷲別機関区があったが、機能を五稜郭機関区に移管したため、廃止となった。

### のりば
| 番線 | 路線      | 方向 | 行先             |
| ---- | --------- | ---- | ---------------- |
| 1    | ■室蘭本線 | 下り | 苫小牧・札幌方面 |
| 2    | ■室蘭本線 | 上り | 東室蘭・室蘭方面 |

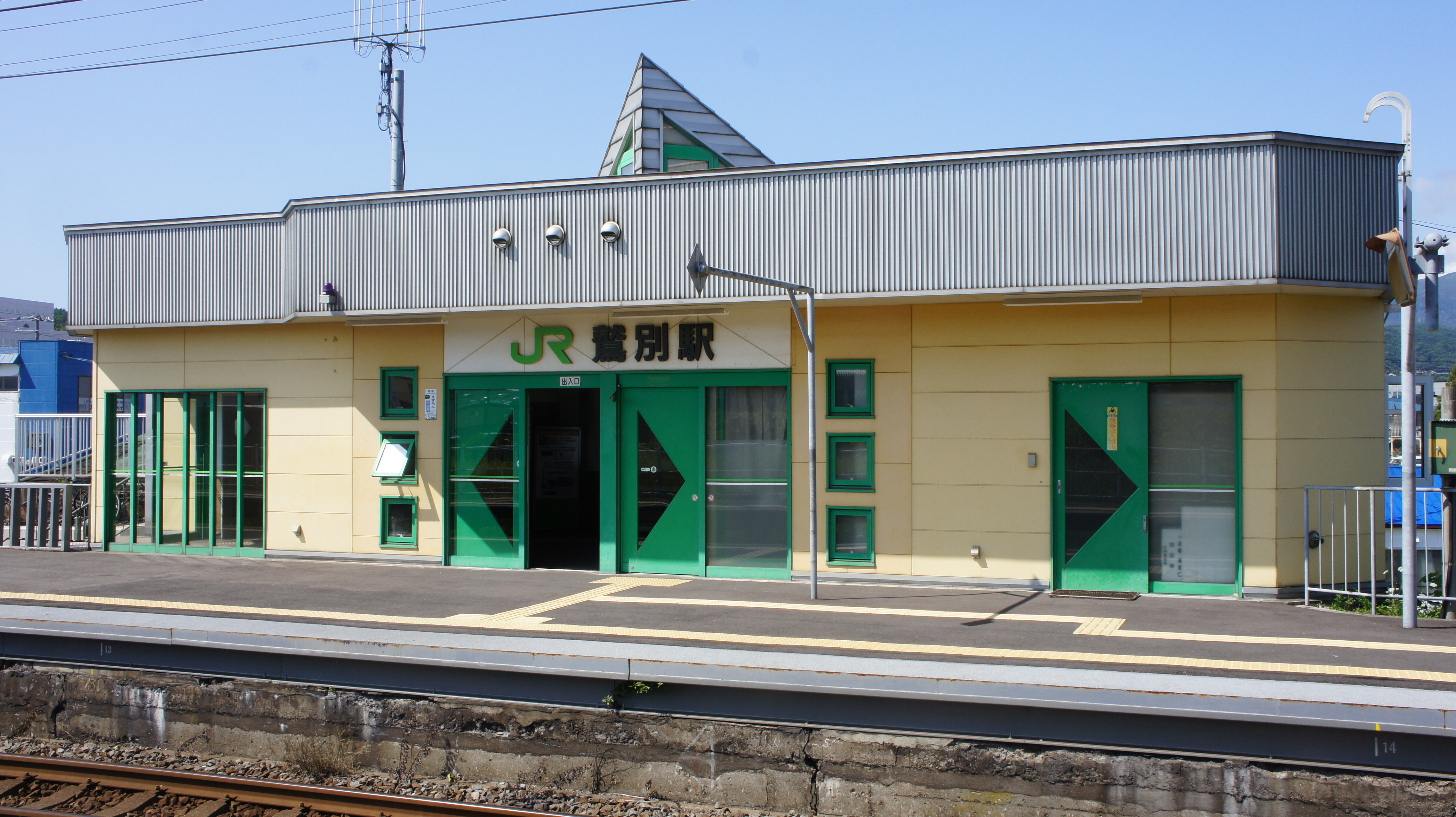
ホームから望む駅舎（2017年9月）
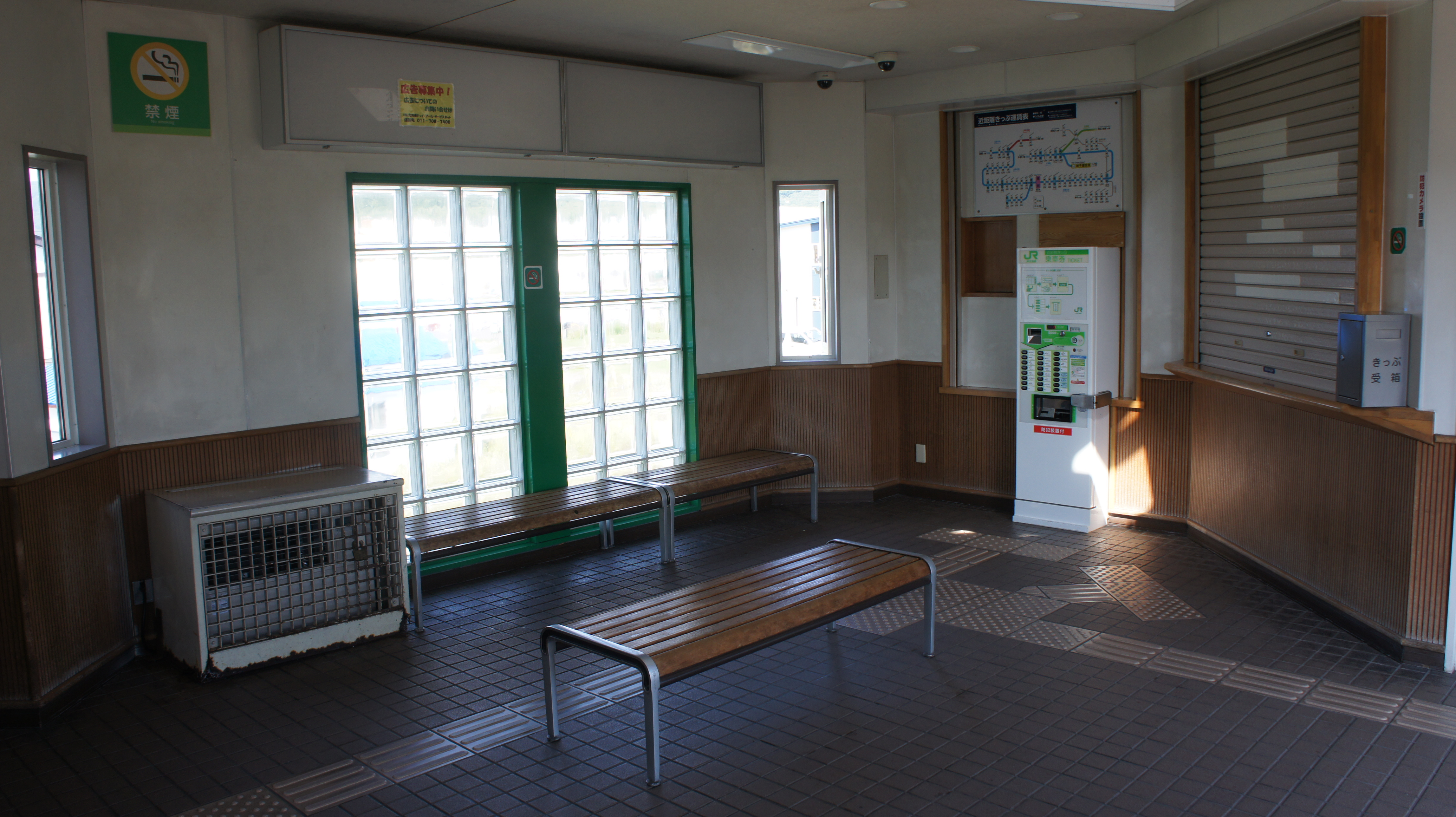
待合室（2017年9月）
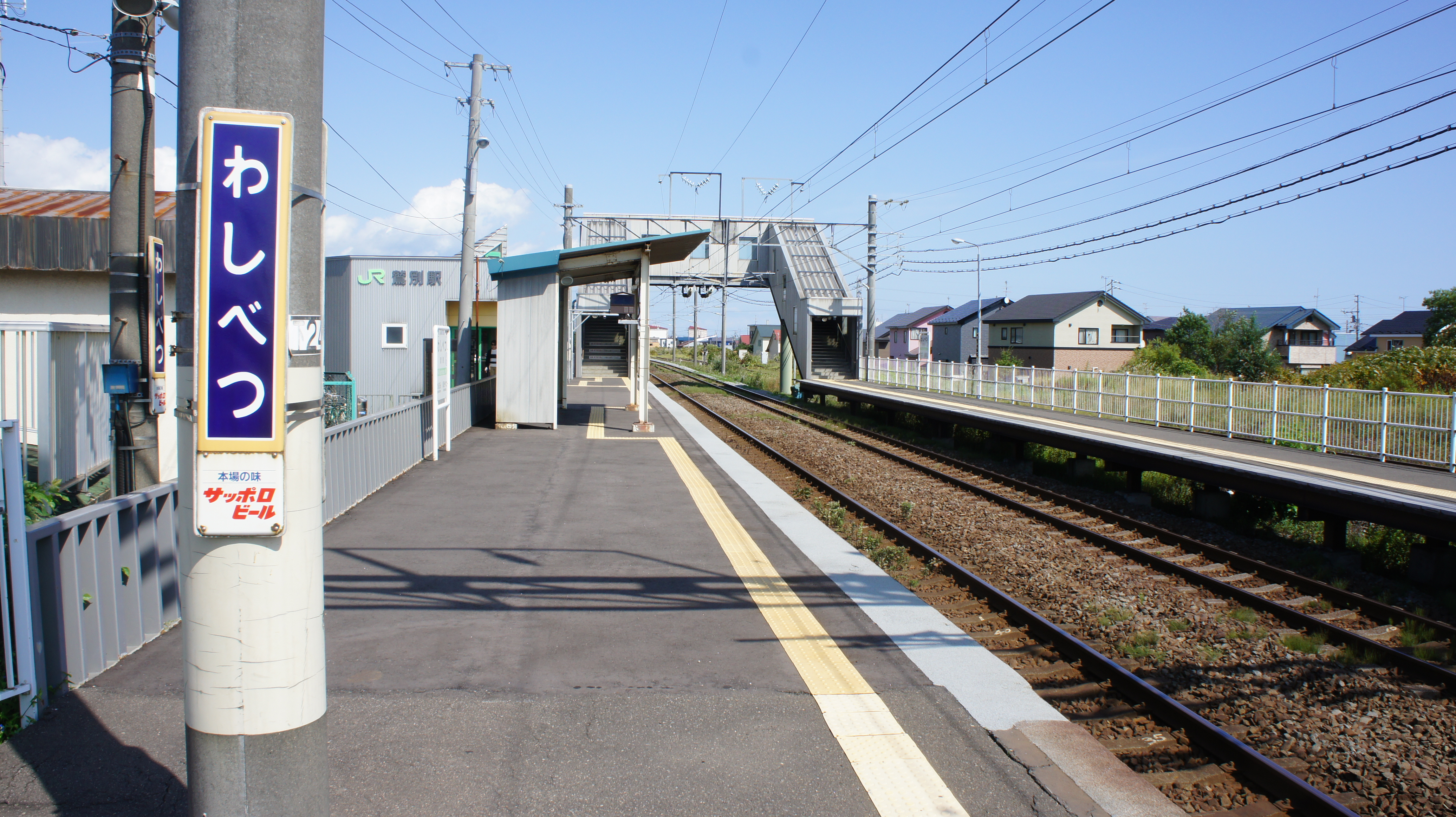
ホーム（2017年9月）
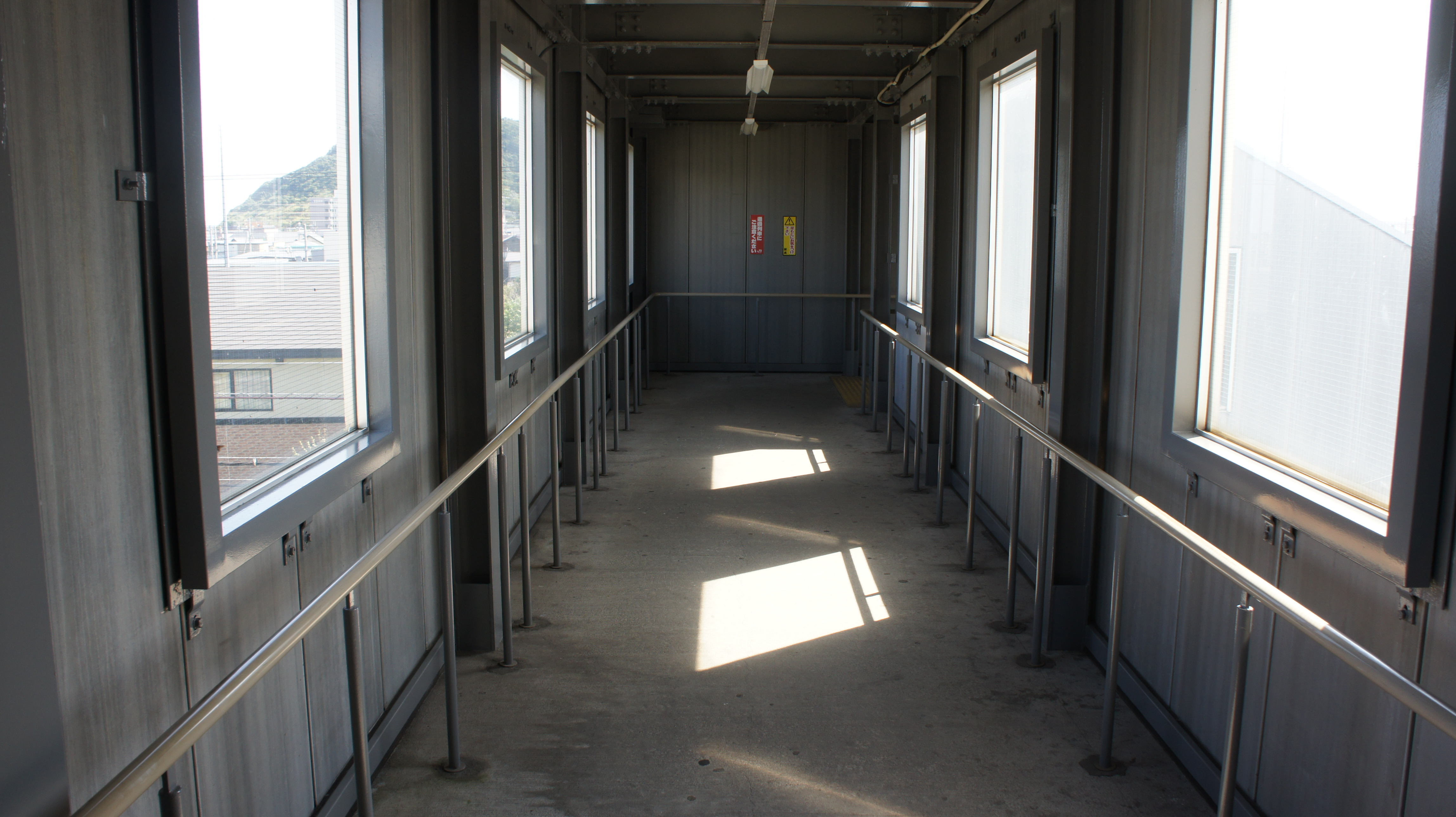
跨線橋（2017年9月）
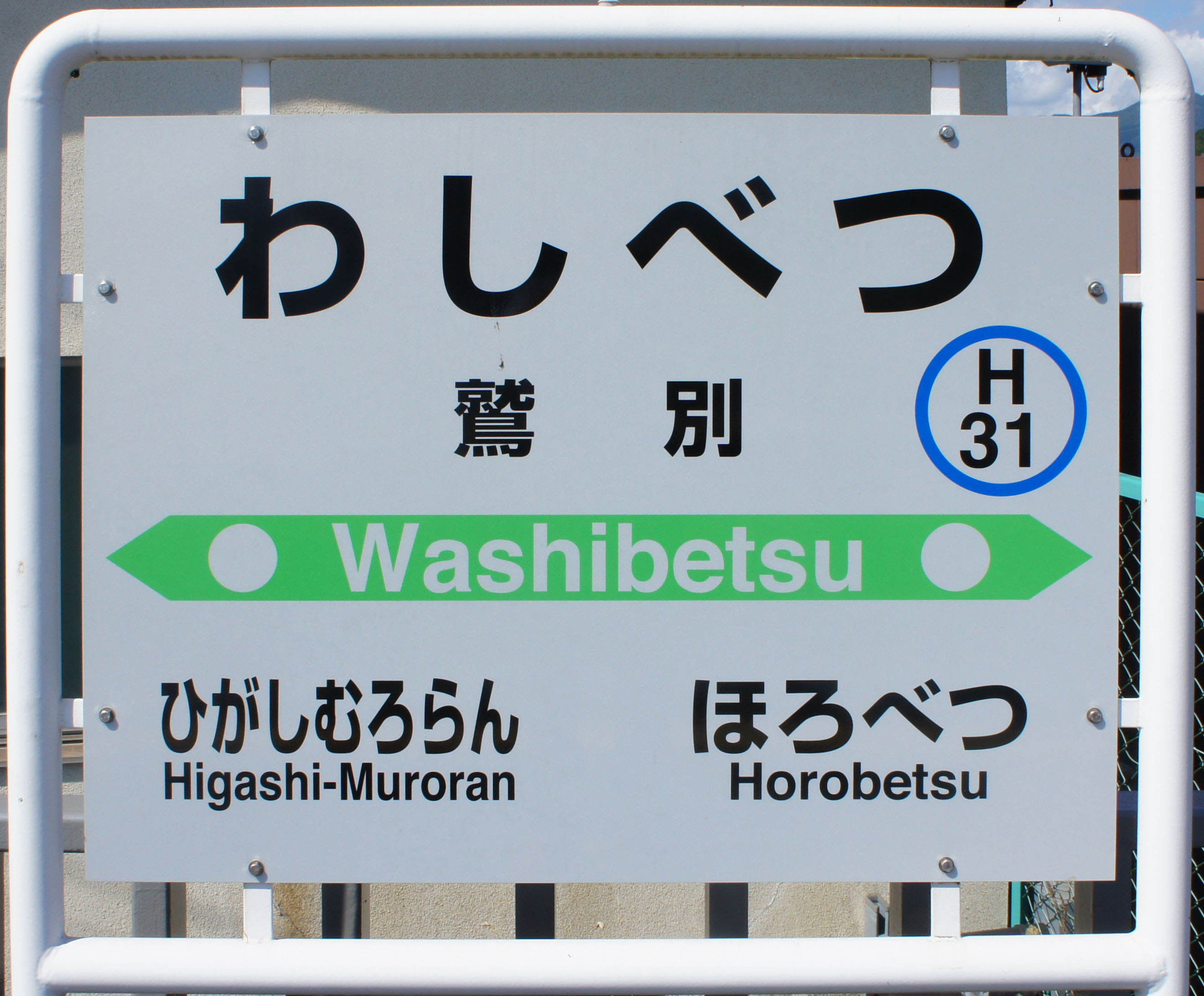
駅名標（2017年9月）

## 利用状況
「登別市統計書」によると、年度別乗車人員の推移は以下のとおりである。なお2015年11月の無人化のため、2015年以後のデータは記載されていない。
| 年度               | 乗車人員 （百人） | 乗車人員 （一日平均） | 出典   |
| ------------------ | ----------------- | --------------------- | ------ |
| 2011年（平成23年） | 1,270             | 347                   | [ 15 ] |
| 2012年（平成24年） | 1,321             | 362                   | [ 15 ] |
| 2013年（平成25年） | 1,383             | 378                   | [ 15 ] |
| 2014年（平成26年） | 1,507             | 413                   | [ 15 ] |

## 駅周辺
登別市と室蘭市の境界線上に位置している。
駅直下を北海道道107号室蘭環状線の鷲別アンダーパスが通っている。駅南側に道南バス「鷲別駅前」停留所があり、かつて駅舎が上り線側にあった時は「鷲別駅前」が最寄りのバス停留所であったが、現在は駅北側の「高砂小学校前」や「上鷲別入口」が最寄りのバス停留所となっている。駅北側にある市立室蘭看護専門学院、海星学院高等学校、北海道室蘭東翔高等学校、室蘭工業大学、北海道室蘭聾学校への最寄駅となっている。駅南側にある恵愛病院は徒歩で約10分に位置している。
駅北側（駅舎側）
- コープさっぽろしがイースト店
- 室蘭信用金庫高砂支店

駅南側
- 室蘭ガス本社
- 室蘭市公設地方卸売市場
- 軽自動車検査協会室蘭事務所
- 創価学会室蘭文化会館

## 隣の駅
北海道旅客鉄道（JR北海道）
■室蘭本線

東室蘭駅 (H32) - （貨）東室蘭駅 - 鷲別駅 (H31) - 幌別駅 (H30)